# Lurker
În cultura internetului, lurker este un membru al unei comunități online care observă dar nu participă în mod activ. Definiția exactă depinde de context. Lurkerii alcătuiesc un procent important din utilizatorii comunităților online. Lurkingul permite utilizatorilor să învețe convențiile comunității înainte de a participa în mod activ, cu îmbunătățirea interacțiunilor lor sociale atunci când decid să participe. Totuși, lipsa de contacte sociale din lipsa interacțiunii poate cauza sentimente de singurătate sau apatie printre lurkeri.
Lurkerii mai sunt denumiți: răsfoitori, participanți în mod „doar citire”, participanți non-publici, periferici sau care trăiesc experiențe prin intermediul altora.

## Istoric
Încă de la începutul comunicării intermediate de calculator, lurkingul a fost un subiect de îngrijorare pentru membrii comunității. Termenul „lurk” provine din limba engleză și poate fi datat din secolul XIV. Cuvântul se referă la o persoană care stă ascunsă, deseori în scopuri malefice. În mijlocul anilor 1980, cuvântul a devenit folosit pe internet în perioada de popularitate a sistemelor de tip bulletin board system (BBS). BBS-urile erau accesate prin intermediul liniilor telefonice și permiteau utilizatorilor să încarce fișiere și să posteze comentarii pentru a fi împărtășite cu comunitatea. Era de așteptat ca o persoană care folosește un sistem și consumă resursele acelui sistem să contribuie. Din cauza faptului că lurkerii țineau liniile telefonice ocupate pe perioade lungi, erau priviți în mod negativ și chiar interziși de către operatorii BBS-urilor.
Astăzi lurkerii sunt priviți atăt negativ, cât și pozitiv. În cadrul multor comunități ei sunt văzuți ca „profitori”. Sunt percepuți ca o povară pentru bunurile publice pentru că „preiau, dar nu contribuie”. Totuși multe comunități încurajează membrii noi să petreacă o perioadă ca lurkeri.
Lurkingul permite nou-veniților să învețe despre cultura comunității, să-i înțeleagă normele sociale și să afle despre membrii cheie ai comunității. Lurkerii mai sunt văzuți pozitiv în comunități deoarece ei reprezintă o audiență pentru mass media. Prezența lurkerilor poate justifica accesarea de venituri din publicitate.
Lurkerii sunt dificil de urmărit în cadrul comunităților online. Deoarece nu postează și doar citesc conținut, ei nu lasă prea multe urme pentru a fi urmăriți. În cadrul comunităților open source se estimează ca aproximativ 50-90% din comunitate ar fi lurkeri. În funcție de comunitate, asta ar putea fi conform cu principiul 90-1-1.

## Factori comunitari
Diferiți factori din comunitate pot influența comportamentul lurking în cadrul acelei comunități. Cantitatea de lurking în cadrul unei comunități este corelată cu tema comunității, cu mărimea comunității și cu cantitatea de trafic din cadrul comunității. Numărul lurkerilor este aproape dublu în grupurile de suport tehnic, comparativ cu grupurile de asistență medicală. Natura subiectului poate fi responsabilă de diferența dintre numărul de lurkers. Numărul membrilor din comunitate poate afecta, de asemenea, cantitatea de lurking care are loc. Pe măsură ce crește numărul de membri dintr-un grup, crește și procentajul de lurckeri. Într-o anumită dimensiune a grupului, grupurile cu trafic mai mare tind să aibă un procent mai mic de lurcă.

## Argumentare
Lurkers ascultă mai degrabă decât să participe din mai multe motive. O majoritate a lurkerilor mărturisesc că se ascund pur și simplu pentru că ei cred că navigarea este suficientă pentru ei. De asemenea, utilizatorii aleg să se ascundă pentru a găsi exemple pe care să le urmeze atunci când decid să participe, să evite crearea de posturi sau contribuții redundante și să afle mai multe despre subiectele de conversație. O necesitate a lurkerului de a învăța despre comunitate înainte de a contribui explică, de asemenea, de ce aproape două ori mai mulți utilizatori se ascund pe comunitățile de asistență tehnică în care sunt necesare mai multe informații pentru a posta în comparație cu comunitățile de sprijin pentru sănătate. Cercetătorii au arătat că diferite motivații stau la baza citirii, contribuției și moderării forumurilor web. Lurkerii pur și mai des sunt motivați de faptul că comunitatea este singurul loc pentru a găsi un anumit tip de conținut, în timp ce moderatorii și contribuabilii sunt motivați fie de datorie, fie de sentimente de atașament.